# Liste der Gedenktafeln in Berlin-Schmöckwitz
Die Liste der Gedenktafeln in Berlin–Schmöckwitz enthält die Namen, Standorte und, soweit bekannt, das Datum der Enthüllung von Gedenktafeln.
Die Liste ist nicht vollständig.

## Schmöckwitz
| Bild | Name               | Standort          | Datum der Enthüllung |
| ---- | ------------------ | ----------------- | -------------------- |
|      | Gefallenendenkmal  | Alt-Schmöckwitz 1 |                      |
|      | Kriegsopfer        | Alt-Schmöckwitz 1 |                      |
|      | Staatliche Willkür | Alt-Schmöckwitz 1 | 21. August 2021      |